# Enigmail
Enigmail és una extensió dels programes Mozilla Thunderbird i  Mozilla Suite que afegeix funcionalitats de xifrat i signatura digital utilitzant el programa GNU Privacy Guard (GPG).
Enigmail permet xifrar o signar el correu que s'envia, desxifrar i verificar el correu rebut i també permet importar i exportar claus públiques.